# Sophronica striatipennis
Sophronica striatipennis är en skalbaggsart som beskrevs av Stefan von Breuning 1952. Sophronica striatipennis ingår i släktet Sophronica och familjen långhorningar.
Artens utbredningsområde är Zimbabwe. Inga underarter finns listade i Catalogue of Life.